# Lista de membros da Royal Society eleitos em 1693
Esta é uma lista de Membros da Royal Society eleitos em 1693.

## Fellows
- Georg Franck von Franckenau (1644 - 1704)
- Thomas Kirke (1650 -1706)
- John Henley (1693 - 1706)
- Robert Briggs (1660 -1718)
- Charles Robartes (1660 -1723)
- John Woodward (1665 -1728)
- Thomas Willoughby (1670 - 1729)
- Christopher Wren Jr. (1675 - 1747)